# سام هرد
سام هرد (انگلیسی: Sam Hird؛ زادهٔ ۷ سپتامبر ۱۹۸۷) بازیکن فوتبال اهل بریتانیا است.
از باشگاه‌هایی که در آن بازی کرده است می‌توان به باشگاه فوتبال چسترفیلد، باشگاه فوتبال گریمزبی تاون، باشگاه فوتبال لیدز یونایتد، و باشگاه فوتبال دونکستر راورز اشاره کرد.